# Chilbolton Down
Chilbolton Down – wieś w Anglii, w hrabstwie Hampshire, w dystrykcie Test Valley. Leży 8 km na północ od miasta Winchester i 99 km na południowy zachód od Londynu.